# Rockinghamia
Rockinghamia är ett släkte av törelväxter. Rockinghamia ingår i familjen törelväxter.
Kladogram enligt Catalogue of Life:
| Rockinghamia | \| \| Rockinghamia angustifolia \| \| \| \| \| \| Rockinghamia brevipes \| \| \| \| |
|              | \| \| Rockinghamia angustifolia \| \| \| \| \| \| Rockinghamia brevipes \| \| \| \| |
|              | Rockinghamia angustifolia                                                           |
|              |                                                                                     |
|              | Rockinghamia brevipes                                                               |
|              |                                                                                     |